# 싸이보그 그녀
《싸이보그 그녀》(원제: 僕の彼女はサイボーグ 보쿠노카노조와사이보구[*]; 내 여자친구는 사이보그)는 2008년 일본 영화이다. 곽재용이 감독과 각본을 맡았고 아야세 하루카, 코이데 케이스케가 출연했다.

## 줄거리
2007년 11월 22일. 키타무라 지로(코이데 케이스케)는 20번째 생일을 혼자 보내고 있다. 쇼핑몰에서 생일 선물을 사러 가던 중, '귀여운 소녀'(아야세 하루카)의 관심을 끌고, 그녀는 놀랍게도 그에게 미소를 짓는다. 그 후, 그녀는 옷 한 벌을 훔치는데, 지로가 이를 알아차리지만, 지로가 무시하고 그녀가 눈앞에서 사라지자 그는 그녀의 아름다움에 정신이 팔린다. 그에게 관심이 있는 듯한 수수께끼의 소녀가 그를 따라 식당으로 간다. 할머니의 권유로 스파게티를 먹으러 간 지로. 갑자기 그녀가 나타나 그와 함께 앉으며, 오늘이 자신의 생일이라고 말한다. 두 사람은 생일 선물을 교환한다. 모든 것에 익숙하지 않은 듯한 소녀는 매우 대담하게 행동하며, 갑자기 계산도 하지 않고 지로와 함께 식당에서 뛰쳐나간다. 이로 인해 매니저는 두 사람을 쫓아 시내로 나간다. 지로는 소녀와 시간을 보내며 그녀에게 매료된다. 하지만 몇 시간 후, 소녀는 떠나야 한다고 우기며 눈물을 흘리며 작별 인사를 한다.
이야기는 1년 후, 지로가 같은 식당에서 다시 혼자 생일을 맞이하는 장면으로 넘어간다. 그때 갑자기 같은 소녀가 나타나 그의 곁에 선다. 지로가 소녀의 존재를 기뻐하는 동안, 식당은 갑자기 총잡이의 공격을 받지만, 소녀는 총잡이를 창밖으로 던져 그와 다른 손님들을 구한다. 귀여운 외모와는 달리, 소녀는 믿을 수 없을 만큼 강하고 변덕스러운 행동을 보인다. 이후 지로의 집에서 소녀는 미래에서 온 노인 지로가 자신을 사이보그로 창조한 이유와 다가올 재앙에 대한 경고를 담은 3D 영상을 보여주며 자신의 정체를 드러낸다. 노인 지로는 식당에서의 총격 사건으로 자신이 화상을 입고 평생 마비되었다고 말한다. 하지만 그가 이전에 산 복권은 그에게 행운을 가져다주었다. 그는 모든 시간과 돈을 단 한 가지에 쏟았다. 바로 과거의 자신을 구하기 위해 사이보그 소녀를 만드는 것이었다. 바로 그날 밤 지로가 레스토랑에서 경험했던 것과 똑같았다. 늙은 지로는 그녀를 보냄으로써 자신의 타임라인의 "자연스러운" 역사를 복원했다고 믿는다. 소녀는 지로의 보호자이자 충실한 친구가 되었고, 두 사람은 아름다운 순간들을 함께한다. 또한 그녀는 늙은 지로가 목격한 것을 후회했던 비극적인 죽음에서 다른 많은 사람들의 생명을 구했다. 그 중에는 다음과 같은 것들이 있다.
- 마주 오는 트럭에 치인 어린 소년
- 화재 현장에 있던 초등학교 축구팀
- 칼을 든 미치광이로부터 여고생

시간이 흐르면서 지로는 그녀에게 의존하게 될 뿐만 아니라 사랑에 빠지기도 한다. 그러나 그녀가 자신의 감정에 공감하지 못하자, 그는 짜증이 나고, 2009년 3월 13일 저녁, 술에 취한 분노에 휩싸여 그녀가 자신의 마음을 느낄 수 없다면 자신을 만나지 못하게 한다. 그는 그녀가 여전히 자신을 돕고 있다는 사실이 드러나자 이를 후회하기 시작한다. 곧 또 다른 재난이 발생한다. 2009년 4월 3일, 거대한 지진이 도쿄를 완전히 파괴한다. 그의 아파트 건물이 무너지자 그녀는 그를 도우러 왔지만, 초인적인 힘으로도 자신을 구할 수 없었다. 지로에게 이제 그의 마음을 이해한다고 말한 후, 그를 구하다가 그녀는 무너져 내린다. 이후, 비탄에 빠진 지로는 2009년 4월 7일, 그녀의 시신을 파헤쳐 61년 동안 그녀를 재건하기 위해 노력한다. 그는 결국 성공하지만, 얼마 지나지 않아 2074년 9월 28일에 사망한다.
63년 후인 2133년 4월 19일, 한 소녀는 친구로부터 자신과 똑같이 생긴 사이보그가 전시되어 있다는 이야기를 듣는다. 호기심에 사로잡힌 소녀는 아버지의 도움을 받아 2134년 10월 9일, 경매에서 이제는 사라진 사이보그를 구매한다. 그녀는 특수 기계를 사용하여 사이보그의 하드 드라이브에 저장된 기억을 체험한다. 호기심에 사로잡힌 그녀는 지로를 만나기 위해 과거로 돌아가겠다는 소원을 이루기로 결심한다. 2007년 11월 22일, 지로의 스무 번째 생일에 그를 만났던 진짜 소녀가 바로 그녀라는 사실이 밝혀지며, 사이보그보다 먼저 그를 만나고 싶었다고 말한다. 두 사람이 함께 보낸 첫날밤의 감동적인 장면이 그녀의 시점에서 다시 펼쳐진다. 이야기는 지로가 파괴된 사이보그의 시체를 보며 흐느끼는 장면으로 넘어간다. 놀랍게도 소녀는 갑자기 다시 나타나 "그의 마음을 느낄 수 있다"고 선언하며, 그 후로 지로와 함께 살기로 결심하고 그의 운명을 다시 한번 바꿔놓는다.

## 출연
- 그녀 - 아야세 하루카
- 기타무라 지로 - 코이데 케이스케
- 지로의 친구(사토 겐타) - 기리타니 겐타
- 22세기 학생 - 요시타카 유리코
- 무차별 살인범 - 다구치 히로마사

### 게스트
- 인터뷰 진행자 - 마쓰모토 리오
- 디자이너 - 이부 마사토
- 경매 사회자 - 엔도 겐이치
- 대학 교수 - 다케나카 나오토
- 지로의 할머니 - 요시유키 가즈코
- TV 리포터 - 고히나타 후미요